# Cucina comoriana

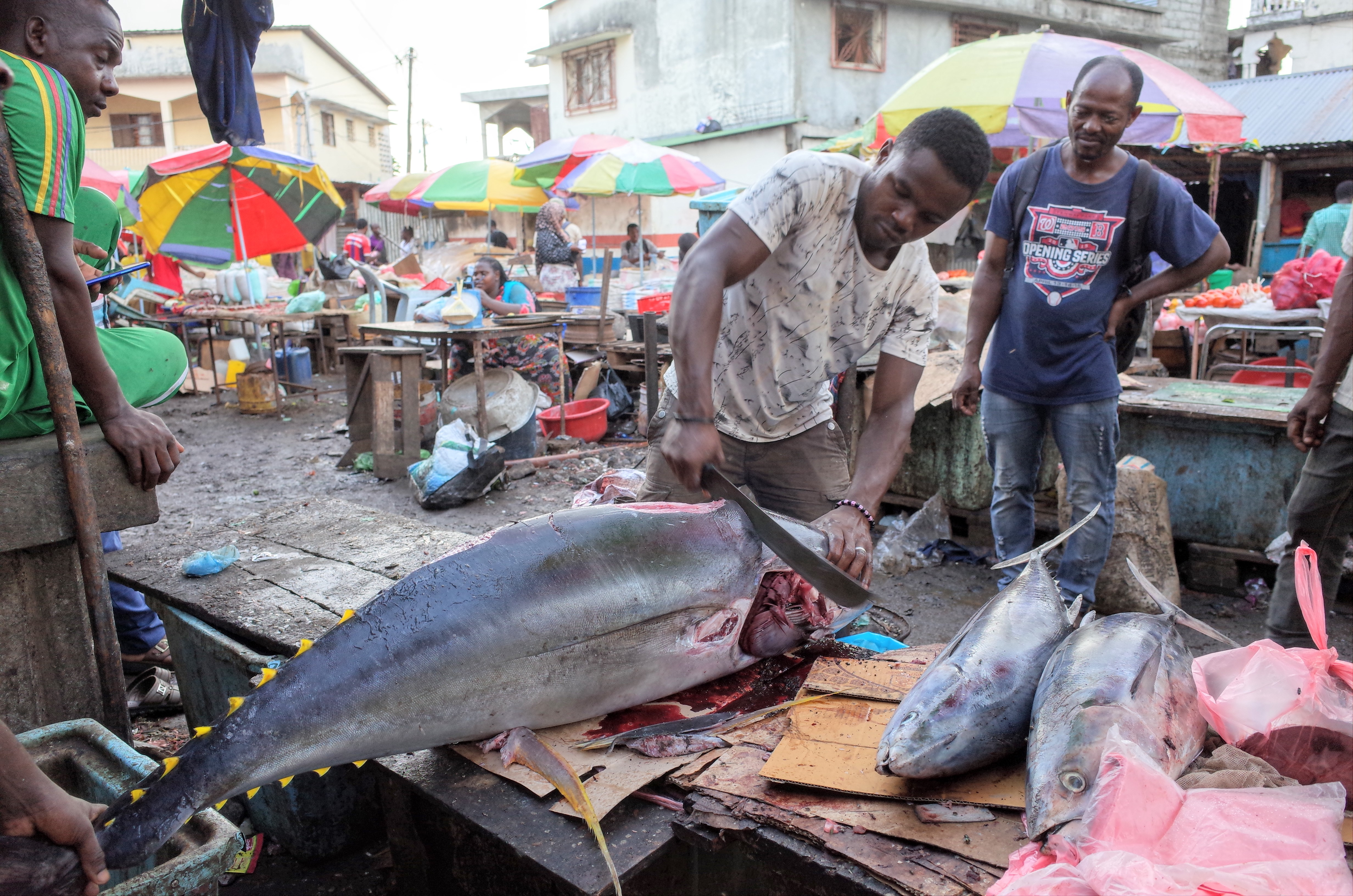
Mercato del pesce

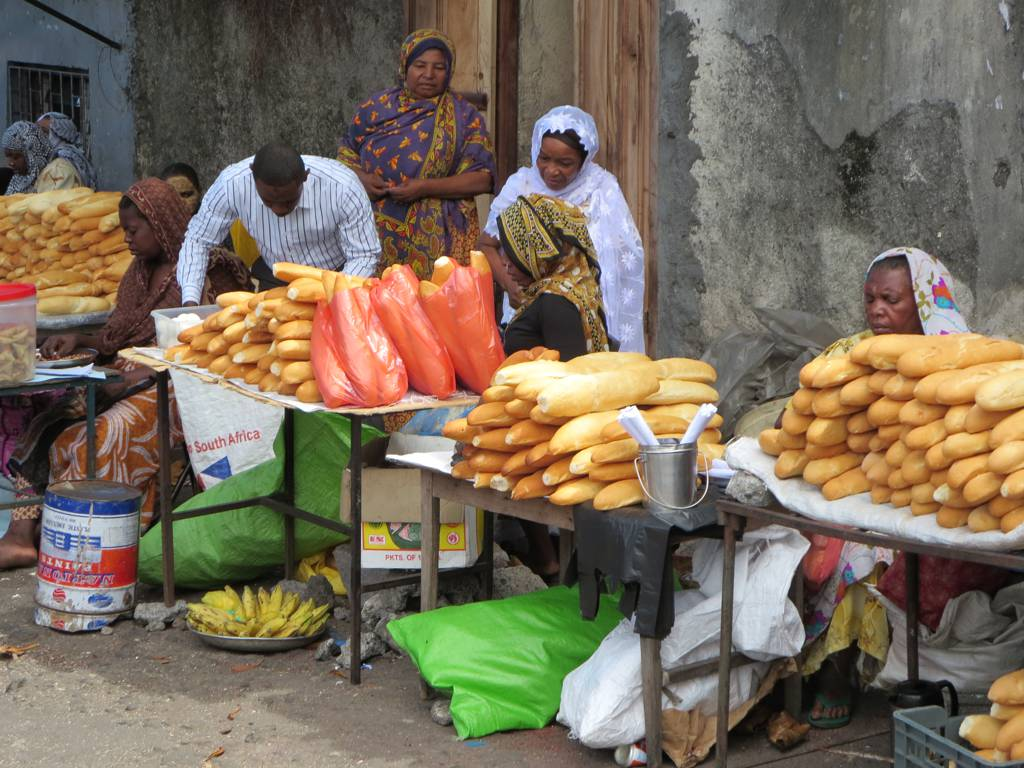
Venditrici di baguette francesi

La cucina comoriana comprende le abitudini culinarie delle isole Comore. Essa riflette delle influenze della cucina indiana, francese, araba, malgascia e dell'Africa orientale.
La colazione comoriana varia da un'isola all'altra. Se nella Grande Comore si consuma pane con tè caldo, albero del pane grigliato o avanzi del giorno prima, ad Anjouan e nella Mayotte si beve una zuppa calda preparata con gli avanzi del riso, mentre a Mohéli si beve tè caldo con manioca grigliata (cassava) o albero del pane con pesce.
Il pranzo è generalmente lo stesso in ogni isola e si basa sul consumo di amidi come radici di manioca o di platani, assieme a della carne che può essere grigliata o cotta in un sugo. Ogni piatto viene accompagnato da una salsa al peperoncino chiamata putu. La cena è il pasto principale della giornata e comprende generalmente riso. Alcune famiglie comoriane mangiano con posate sedute a tavola in stile occidentale, mentre altre seguono la tradizione di sedersi a terra accovacciati attorno a una serie di piatti condivisi. Alle Comore si è soliti mangiare con la mano destra e ci si lava le mani sia prima che dopo i pasti. In assenza di ospiti, uomini e donne mangiano in promiscuità. I ristoranti sono diffusi, tuttavia essi servono prevalentemente piatti semplici per coloro che sono soli o che non vivono con le loro famiglie.
Il pesce è la fonte di proteine più diffusa. Sono ampiamente disponibili tonno, barracuda, wahoo e dentice rosso. Gli amidi come manioca, patate, taro e banane verdi sono preparati in svariati modi. Le carni di capra e di pollo sono molto più diffuse rispetto al vitello, che viene importato, mentre la carne di maiale è vietata dall'Islam.
Il cocco è un ingrediente fondamentale nella dieta comoriana. Esso è la base di una salsa che viene versata sul pollo o sul pesce assieme al riso, mentre la madaba è un impasto di foglie di manioca e latte di cocco. Frutta e verdura sono ampiamente disponibili: vi si trovano pomodori, cipolle, cetrioli, fagioli verdi, arance, banane, papaya, mango, frutto della passione e litchi. Tra le spezie locali si citano cannella, chiodi di garofano, zafferano e cardamomo.
Le bevande più diffuse sono acqua e succhi di frutta. Per quanto l'alcol sia proibito dalla religione islamica, ad Anjouan e Mayotte è tollerata una birra locale a base di cocco chiamata trembo, e nei ristoranti e alberghi si possono reperire più facilmente bevande alcoliche rispetto alle case comoriane. Nelle panetterie è diffuso il pane francese.